# Galerie Véro-Dodat
Die Galerie Véro-Dodat ist eine überdachte Ladenpassage mit Glasdach aus dem 19. Jahrhundert im 1. Arrondissement in Paris. Die Galerie Véro-Dodat ist seit 1965 ein geschütztes Baudenkmal (Monument historique).

## Lage
Die Galerie Véro-Dodat befindet sich zwischen der Rue Jean-Jacques Rousseau Nr. 19 und der Rue Bouloi Nr. 2 in einem gemischten Wohn- und Geschäftsviertel in der Nähe des Louvre und der Pariser Markthallen. Palais Royal – Musée du Louvre ist die nächste Metrostation der Linien 1 und 7.
Weitere Passagen befinden sich in ihrer Nähe: Galerie Vivienne (2. Arrondissement), Galerie Colbert (2. Arrondissement) und Passage de Choiseul (2. Arrondissement).

## Geschichte
Im Jahr 1826 wurde die Galerie von zwei Metzgern, Benoît Véro und Dodat, errichtet. Sie verband auf dem kürzesten Weg die Hallen mit dem Palais Royal. Während der Zeit der Restauration im klassizistischen Stil erbaut, hat die Passage den größten Teil ihres Dekors bewahrt. Der Boden ist aus schwarzen und weißen Marmorplatten, ein Palmettenfries grenzt die recht niedrige Decke ab, die abwechselnd aus Gemälden (Landschaftsbilder) und Glasflächen besteht, weshalb die Galerie einen dunklen Eindruck vermittelt. Die Fensterfronten der Geschäfte werden von golden aussehenden Kupferrahmen abgetrennt, die gläsernen Eingangstüren folgen in einem gleichmäßigen Abstand. Die einzelnen Geschäfte werden von Doppelsäulen aus falschem Stuckmarmor getrennt.
Am Eingang von der rue Bouloi, gesäumt rechts und links von Pilastern, stehen über dem Portal Skulpturen, die Merkur und Herakles darstellen. Der andere Ausgang, der in eine enge Straße mündet, ist bescheidener ausgeführt.

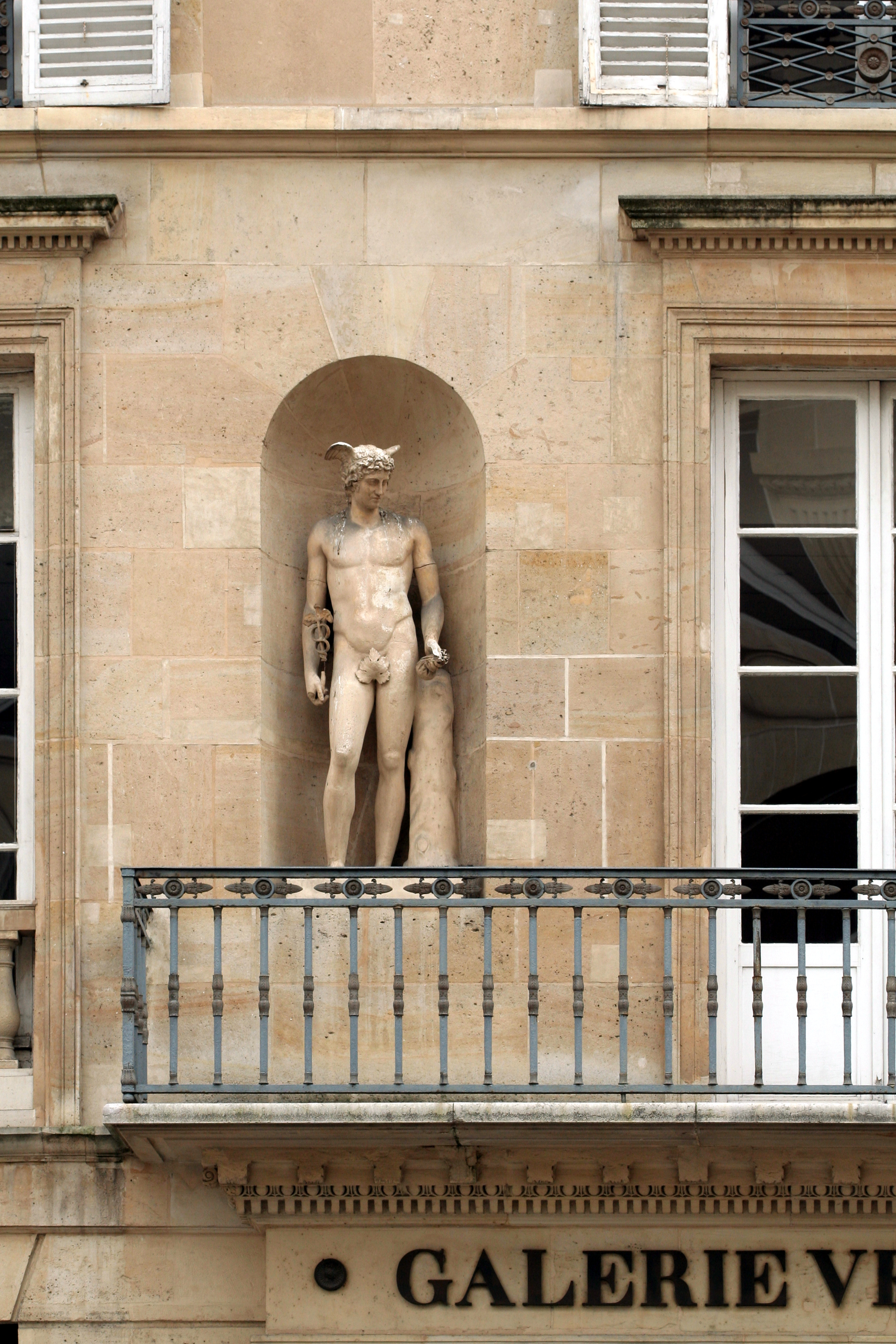
Merkur
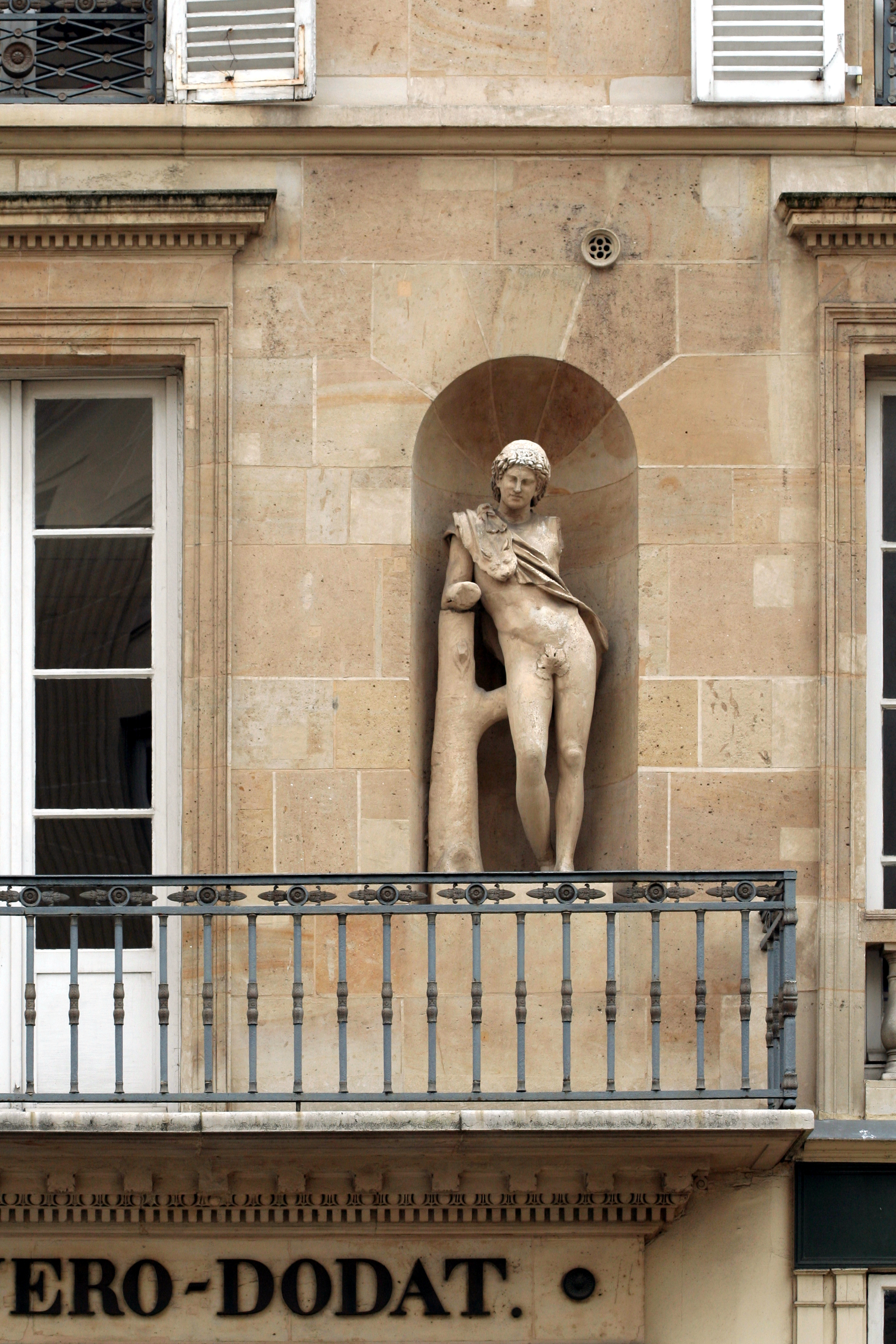
Herakles

## Heutiger Zustand
Die Galerie wurde 1997 mit viel Rücksicht auf die alte Struktur renoviert. Ein Restaurant und eine Brasserie geben der Passage, in der die kleinen Boutiquen meistens nicht lange bestehen, eine gewisse Anziehungskraft.